# Ас-Салих Исмаил
Аль-Малик ас-Салих Имад ад-Дин Исмаил ибн Мухаммад, также известный как ас-Салих Исмаил (араб. الصالح إسماعيل‎) — мамлюкский султан Египта, правивший в 1342—1345 годах.

## Биография
После свержения султана Ахмада ан-Насира его семнадцатилетний сводный брат Исмаил в июне 1342 году был провозглашён новым султаном. Во взаимной присяге эмиры заверили молодого правителя в своей лояльности, а султан в свою очередь обещал им «не сажать их в тюрьму и не причинять боли». Эти клятвы впоследствии неоднократно нарушалось — впервые в следующем году, когда «Наиб ас-Султана» (вице-регент) Аксункур ас-Саллари был свергнут. Это было сделано под предлогом злоупотреблений акусункуром своей должностью. Более вероятно, что он был изгнан, чтобы освободить пост для отчима султана Алая аль-Аргуна. Однако до расправ со стороны султана дело обычно не доходило: за время своего короткого правления Исмаил ни одного из эмиров не приказал пытать.
Как и его отец, ас-Салих отличался экстравагантностью и выраженной привязанностью к женщинам. Он привык ездить с гаремом из 200 жён, одетых в драгоценные шелка. Одной из его забав был разбить свой гарем на две команды, которые играли друг против друга в поло. Ввиду этого евнухи и жены султана стали оказывать влияние на его политические решения. Самой влиятельной из жён была Иттифак, ставшая наложницей ещё отца Исмаила. Затем она вышла замуж за тре султанов последовательно (Исмаила, Шабана и Хадджи аль-Музаффара).
Большой проблемой для ас-Салиха была хроническая нехватка денег. Султан должен был раздать должности и синекуры после прихода к власти в целях обеспечения своего господства. Кроме того, его сводный брат и предшественник ан-Насир Ахмад увёз казну в Керак. Не менее чем восемь кампаний пришлось провести, прежде чем Керак в 1344 году был захвачен, а Ахмад казнён. Для решения финансовых проблем султан обратился к венецианцам. С ними было заключено торговое соглашение в 1345 году.
Летом 1345 года султан ас-Салих Исмаил заболел. Не достигнув даже двадцати лет, он скончался в августе того же года, после того, как назначил своего брата Шабана своим преемником.